# Палмер, Реджиналд
Сэр Реджиналд Освальд Палмер (англ. Reginald Oswald Palmer; 15 февраля 1923, Бока, Гренада, колония Подветренные острова, Британская империя — 23 мая 2016, Монт Парнас, Гренада) — гренадский государственный деятель, генерал-губернатор Гренады (1992—1996).

## Биография
После окончания католической школы Болье и мужской католической школы Св. Георгия некоторое время работал учителем. В 1945 г. он окончил Правительственный педагогический колледж Тринидада и Тобаго. Затем с 1945 по 1956 г. работал внештатным преподавателем в мужской католической школе Св. Георгия. Он также был одним из основателей Ассоциации католических учителей, Карибской ассоциации католических учителей и Ассоциации социальной защиты и социального обеспечения, секретарем которой являлся с 1951 по 1969 г. 
В 1956 г. был назначен директором школы Св. Георгия, в 1965 г. окончил учебный курс для директоров и ректоров Бирмингемского университета. С 1968 г. преподавал в педагогическом училище Гренады, а в 1971 г. получил степень бакалавра в области образования Университета Калгари.
После его возвращения в Гренаду в 1972 г. был назначен заместителем управления образования, в 1973 г. — ректором педагогического училища Гренады, в 1974 г. — начальник отдела образования в Управлении образования. Эту должность он занимал до выхода в отставку с государственной службы в 1980 г.
Затем до 1982 г. являлся президентом Федерации работодателей Гренады. Он также участвовал в работе ряда ассоциаций и консультативных советов, был вице-президентом Союза учителей Гренады, также являлся представителем профсоюза учителей в Управлении образования.
В 1992—1996 гг. — генерал-губернатор Гренады. В 1992 г. королевой Елизаветой II был возведен в рыцарское достоинство.

## Награды и звания
Рыцарь Большого креста ордена Святых Михаила и Георгия, кавалер ордена Британской империи (1973).